# Закарян, Закар Ервандович
Закар Ервандович Закарян — советский хозяйственный, государственный и политический деятель, Герой Социалистического Труда.

## Биография
Родился в 1924 году в селе Котайк. Член КПСС.
Участник Великой Отечественной войны. С 1945 года — на хозяйственной, общественной и политической работе. В 1945—1993 гг. — студент Ереванского ветеринарно-животноводческого института, председатель колхоза имени Куйбышева Абовянского района Армянской ССР. 
Указом Президиума Верховного Совета СССР от 30 марта 1982 года присвоено звание Героя Социалистического Труда с вручением ордена Ленина и золотой медали «Серп и Молот».
Избирался депутатом Верховного Совета Армянской ССР 7-го, 9-11-го созывов.
Умер после 1993 года.